# Hans Ferdinand Linskens
Hans Ferdinand Linskens (* 22. Mai 1921 in Lahr; † 13. August 2007), auch Hansferdinand Linskens, war ein deutscher Botaniker und Genetiker.

## Leben
Linskens studierte Biologie, Chemie und Geographie an der Universität zu Köln kurz vor und nach dem Zweiten Weltkrieg. Von 1947 bis 1949 arbeitete er in der Abteilung für Pflanzenschutz der Bayer AG in Leverkusen. In Köln fand er im Arbeitskreis von Joseph Straub auch sein Lebensthema, das ihn jahrzehntelang beschäftigte: die reproduktive Biologie der Pflanzen. 1949 promovierte er in Köln. Von 1949 bis 1957 war er Assistent an der Universität Köln.
Von 1957 bis 1986 war Hans Ferdinand Linskens Professor für Botanik an der Radboud-Universität Nijmegen. Linskens war der Herausgeber von Theoretical and Applied Genetics (1977 bis 1987) und Sexual Plant Reproduction. Neben Zeitschriftherausgeber, war er auch Herausgeber von Handbüchern.
Linskens war ein gewähltes Mitglied der Deutschen Akademie der Naturforscher Leopoldina, Linnean Society of London, Königlich Niederländischen Akademie der Wissenschaften und der Académie royale des Sciences, des Lettres et des Beaux-Arts de Belgique.